# Zephlebia inconspicua
Zephlebia inconspicua är en dagsländeart som beskrevs av Towns 1983. Zephlebia inconspicua ingår i släktet Zephlebia och familjen starrdagsländor. Inga underarter finns listade i Catalogue of Life.